# فلیکس فون وینیوارتر
فلیکس فون وینیوارتر (آلمانی: Felix von Winiwarter) پزشک اهل اتریش بود. او برای نخستین بار ترومبوآنژئیت انسدادی در سال ۱۸۷۹ میلادی را توصیف و تشریح کرد.